# 垂头雪莲
垂头雪莲（学名：Saussurea wettsteiniana）为菊科风毛菊属的植物，为中国的特有植物。分布在中国大陆的四川、西藏、云南等地，生长于海拔3,400米至4,450米的地区，多生长在林缘、草地湿地、山坡林下以及草甸，目前尚未由人工引种栽培。